# AF Andromedae

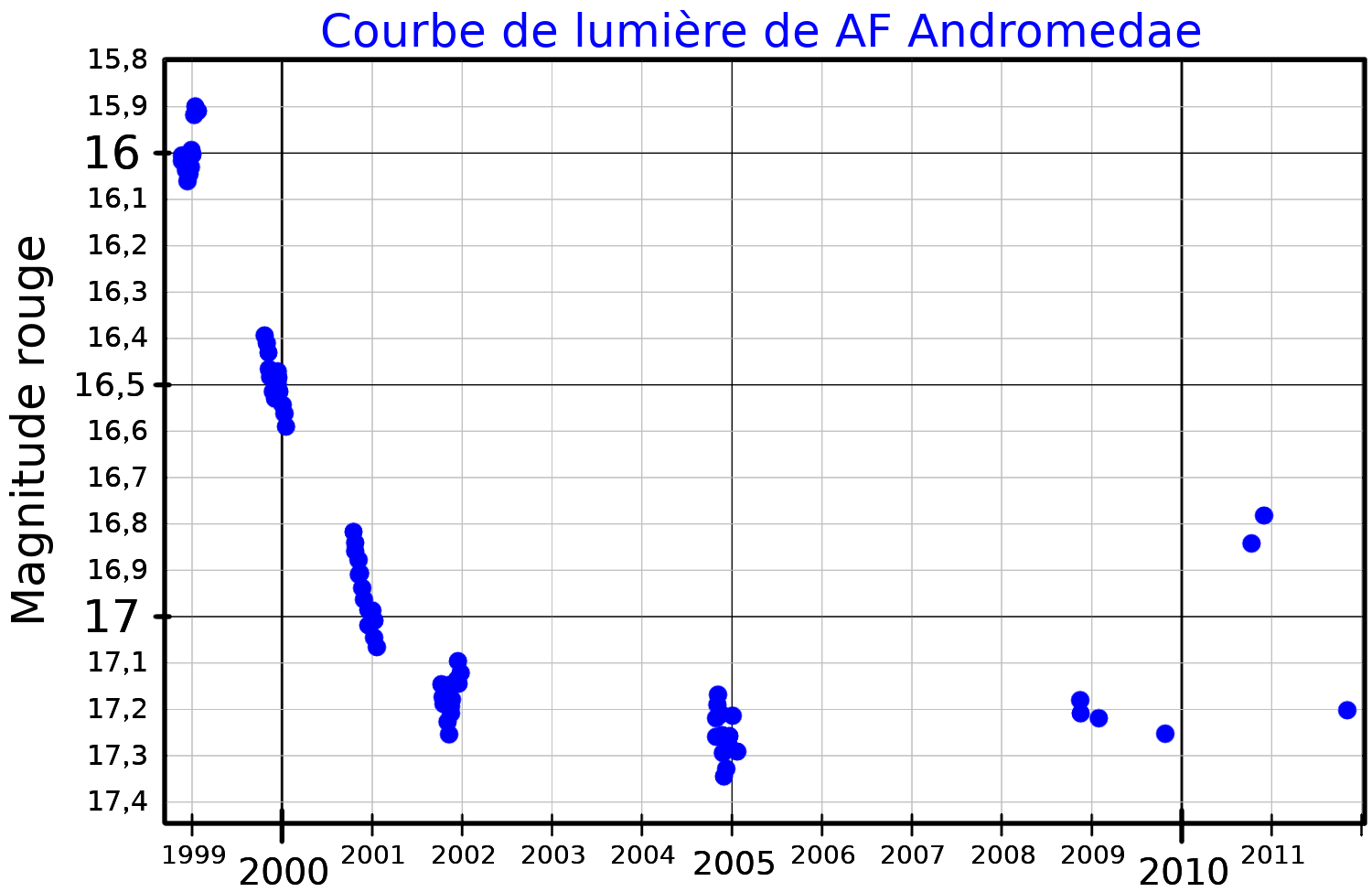
Une courbe de lumière en bande R de AF Andromedae, adaptée de Joshi (2019).

AF Andromedae est une étoile variable de type variable lumineuse bleue située dans la Galaxie d'Andromède (M31). Elle fait partie du premier groupe d'étoiles variables découvertes dans M31. Elle a été découverte par Edwin Hubble en 1929, et fait l'objet d'études approfondies par lui et son collaborateur Allan Sandage. Sa dénomination initiale de M31 V19 est aujourd'hui abandonnée au profit de la dénomination standardisée des étoiles variables. Il s'agit d'une des étoiles variables les plus lumineuses de M31 et a longtemps été le prototype d'une classe nouvelle d'étoiles variables, alors appelées variables de Hubble-Sandage, avant que sa dénomination actuelle de variable lumineuse bleue (ou variable de type S Doradus) ne soit utilisée.

## Caractéristiques physiques
AF And est une variable irrégulière tant en période qu'en amplitude. Elle fait partie avec un petit groupe de trois autres étoiles (M31 V15, VA-1 et AE And) des premières variables lumineuses bleues à être découvertes dans M31. Sa magnitude apparente moyenne est de l'ordre de 16, avec des variations d'éclat de l'ordre d'une magnitude. Sa variabilité irrégulière se fait sur un temps typique de l'ordre de quelques années, avec d'importantes fluctuations. Ses deux premiers minima observés ont ainsi été séparés de 5 ans (en 1919 et 1924), avant que l'on observe deux minima moins marqués mais bien plus rapprochés, en 1926 et 1927. Plus tard, l'intervalle entre deux minima consécutifs est passé à environ dix ans (1934-1944). Comme la plupart des étoiles de sa classe, AF Andromedae est sujette à d'importantes pertes de masse. Sa diminution de masse actuelle est estimée à 1,9×10-5 masse solaire par an.